# مقاطعة أطار
مقاطعة أطار مقاطعة من ولاية أدرار في غرب موريتانيا. عاصمتها أطار.

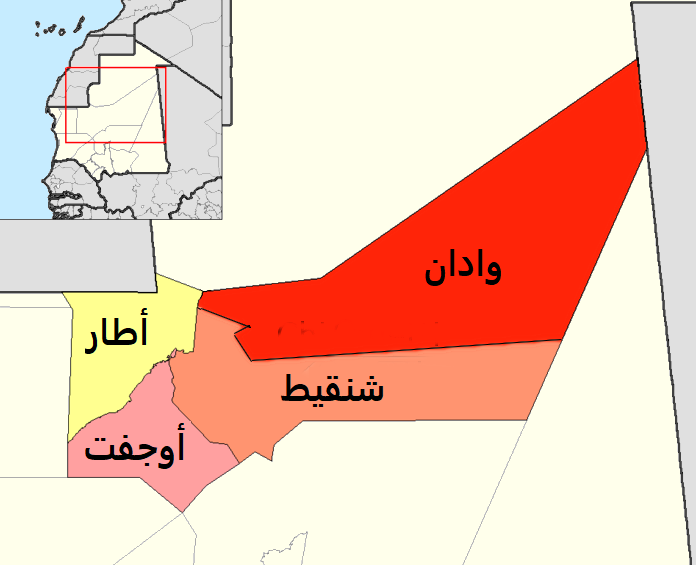

## التاريخ
تقع بها مدينة أثرية مصنفة عالميا : آزوكي

## قائمة البلديات في المقاطعة
تتكون مقاطعة أطار من ثماني بلديات :
- أطار
- عين أهل الطايع
- الطواز
- شوم
- عزوقي

## السكان
في عام 2000، كان مجموع سكان مقاطعة أطار 38962 نسمة (19135 رجلاً و 19827 امرأة). 

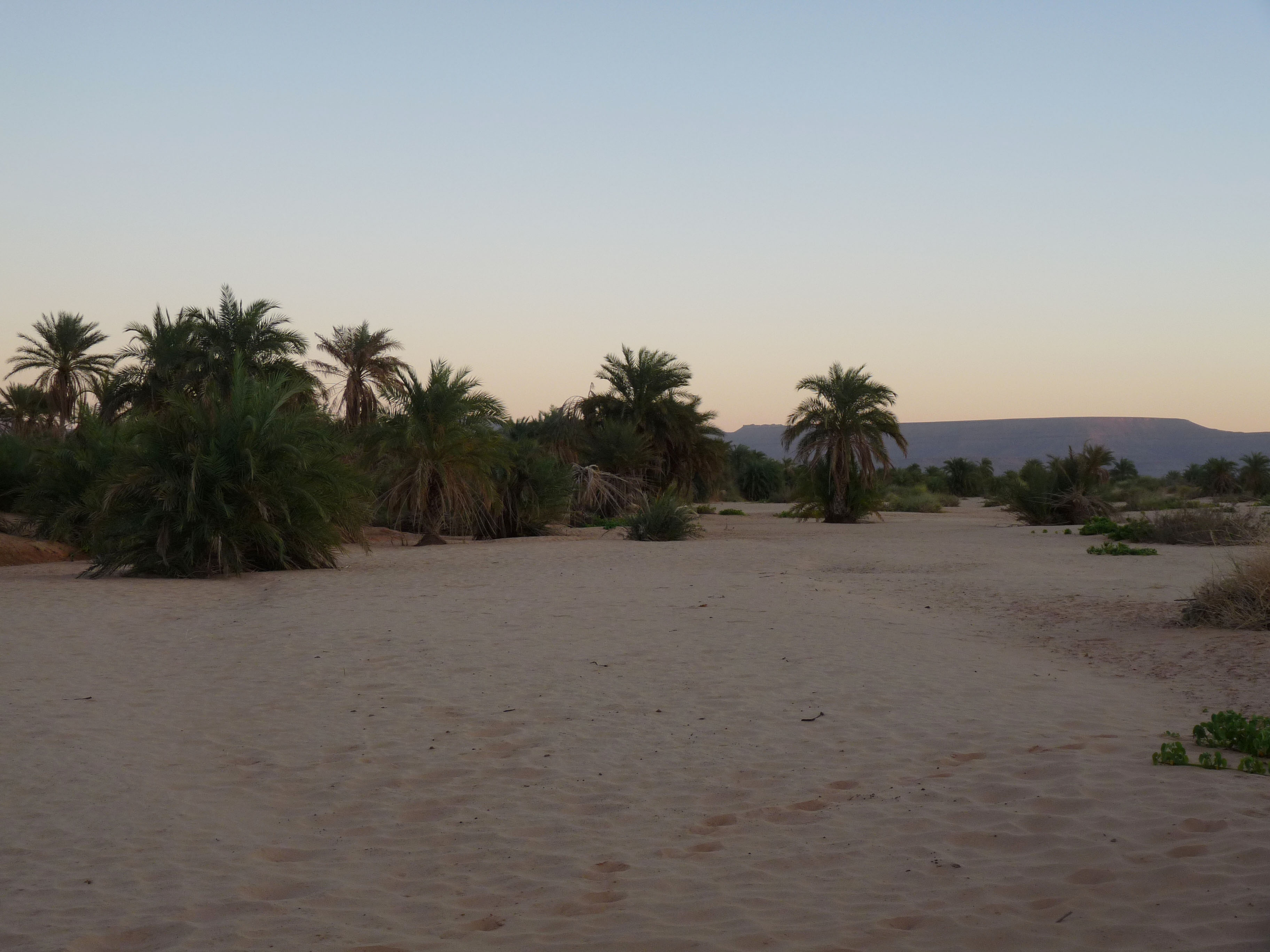
تريس النخيل بالقرب من بلدة عطار.